# Las Tejerías
Las Tejerías – miasto na północy Wenezueli w stanie Aragua. Zostało założone w 1904 roku.

## Położenie
Miasto położone jest na północy kraju, w odległości ok. 50 km od Morza Karaibskiego i 53 km od stolicy Wenezueli Caracas. Przez miejscowość przebiega Droga Panamerykańska.

## Demografia
Miasto według spisu powszechnego 21 października 2001 roku liczyło 33 683, 30 października 2011 ludność Las Tejerías wynosiła 34 249.